# Albert Ottenheimer
Albert Ottenheimer, in der Emigration Albert Otten, (* 19. Januar 1886 in Bonfeld; † September 1985 in den USA) war ein deutscher Kaufmann, Unternehmer, Kunstsammler und Mäzen, der 1937 emigrieren musste.

## Leben
Ottenheimer wurde in eine traditionsreiche jüdische Gemeinde bei Heilbronn geboren. Er machte sich bereits 1910 in Köln mit einem Großhandelsunternehmen, der Albert Ottenheimer Eisengroßhandlung, als Kaufmann selbständig. Sein Unternehmen expandierte rasch und er eröffnete nach dem Ersten Weltkrieg in Deutschland und in den Niederlanden ein Netz von Filialen.
Daneben beteiligte er sich mit unterschiedlichem Erfolg an Unternehmen der Eisen- und Stahlindustrie und des Maschinenbaus. Die von ihm als Hauptaktionär kontrollierte Vogtländische Maschinenfabrik AG (VOMAG) in Plauen musste 1932 Konkurs anmelden. Der Konkursverwalter erstattete unter anderem auch gegen Ottenheimer Strafanzeige und dieser wurde auf Betreiben des örtlichen Kreisleiters der NSDAP, Alfons Hitzler, zeitweilig in Haft genommen, kam jedoch gegen Leistung einer Sicherheit von 200.000 Reichsmark (RM) wieder frei.
Bis 1937 war er ebenfalls Hauptaktionär der Eisen- und Hüttenwerke AG (EHW) in Thale am Harz, dieses Unternehmen besaß seit 1934 ein Monopol in der Herstellung von Stahlhelmen für die Wehrmacht. Diese Beteiligung musste er unter Druck staatlicher Stellen veräußern, der Erlös wurde zugunsten des Deutschen Reichs beschlagnahmt und mit der Reichsfluchtsteuer verrechnet. Die Beteiligung gelangte danach über die Dresdner Bank an die Kölner Otto-Wolff-Gruppe.
Als Sammler und Mäzen interessierte Ottenheimer sich für die moderne bildende Kunst. Er war als Mitglied im Kölner Museumsverein aktiv. Dem Wallraf-Richartz-Museum stiftete er etliche Kunstwerke. Ein Teil seiner Sammlungsaktivitäten ist bis heute nicht abschließend geklärt. Seine Sammlung befindet sich seit 1993 als Leihgabe der Familie Otten im Portland Museum of Art in Portland (Maine). Zur Sammlung gehören die Gemälde Mai von Paul Klee, Früher Morgen von Max Pechstein und Stramm von Wassily Kandinsky, sowie die Skulptur Position de quatrième devant sur la jambe gauche von Edgar Degas.
Ottenheimer emigrierte über die Schweiz, von wo aus er seine letzten deutschen Vermögenswerte auflöste, und Kanada in die USA. Dort war er noch bis in die 1950er Jahre mit dem Unternehmen Albot Industries in New Jersey als Unternehmer im Eisen- und Stahlhandel tätig.
Seinem Heimatort Bonfeld vermachte Ottenheimer 1929 eine Stiftung von 10.000 RM zur Unterstützung von Armen und Bedürftigen. Die Zinserträge der nach ihm benannten Albert-Ottenheimer-Stiftung sollten zu einem Drittel jüdischen Bedürftigen, zu zwei Dritteln den restlichen Armen des Ortes zugutekommen. Die Stiftung wurde mit einem Gemeinderatsbeschluss von 1939 in Bonfelder Armenstiftung umbenannt. Nach dem Zweiten Weltkrieg erhielt die Stiftung 1946 wieder ihren ursprünglichen Namen. Zu Weihnachten 1946 wurden nochmals Zinserträge an Bedürftige verteilt. 1947 fielen keine Zinsen mehr an, mit der letztmaligen Erwähnung in einer Notiz des Finanzamts Heilbronn zur Vorlage der Stiftungsurkunden und der Kassenabrechnungen verliert sich die Spur der Stiftung. Stifter Ottenheimer, inzwischen hochbetagt, bemühte sich 1979 mehrfach um Auskünfte über den Verbleib der Stiftung, erhielt aber keine Antwort aus Bonfeld mehr.